# Hivern demogràfic
Un hivern demogràfic és la denominació donada, pels científics socials, per a denominar a l'envelliment de la població. És comunament acceptada l'opinió que un país necessita mantenir una taxa de fecunditat de 2,1 fills per dona per a reemplaçar la seva població actual. Però, Europa té la taxa de fecunditat de 1.3 i la manca de treballadors a Europa per l'any 2030 s'ha avaluat en 20 milions. Paral·lelament Rússia podria perdre un terç de la seva població actual per a l'any 2050.
La BBC va reconèixer que Europa passa un hivern demogràfic. La cadena britànica va indicar que els "nivells poblacionals de les diferents parts del món desenvolupat estan caient, però això és particularment més notori als països occidentals", especialment a Europa. Moltes nacions no tenen suficient efectiu de joves per a la renovació de les seves poblacions.
Existeix "una forta correlació negativa entre natalitat i la participació femenina en el treball".
L'hivern demogràfic no sols té conseqüències d'ordre econòmic, sinó també d'ordre identitari. En aquest sentit, Duran i Lleida va afirmar durant la campanya electoral per a les eleccions al Parlament de Catalunya de 2010: “La major part de les poques criatures que neixen a Catalunya són de mare immigrant... Benvingudes siguin totes elles [els nadons], però hem de ser conscients que aquí tenim un problema... [i la identitat autòctona porta camí de] “desnaturalizar-se”".